# 木倉敬之
木倉 敬之（きくら よしゆき）は、広島県出身の厚生労働官僚。厚生労働省保険局長を経て、県立広島大学大学院客員教授、全国健康保険協会理事。

## 経歴
広島県庄原市出身。修道高等学校を経て、1979年（昭和54年）東京大学法学部を卒業し厚生省（現：厚生労働省）入省。2008年（平成20年）社会・援護局障害保健福祉部長、2011年（平成23年）医薬食品局長、2012年（平成24年）保険局長に就任。2014年（平成26年）厚生労働省を退職し、みずほ銀行顧問に就任。
2020年（令和2年）全国健康保険協会理事（総務担当）、社会保険診療報酬支払基金理事。日本アイバンク協会常務理事、県立広島大学大学院経営管理研究科地域医療経営プロジェクト研究センター客員教授、広島県病院経営外部評価委員会委員、慶應義塾大学非常勤講師等も歴任した。